# Cymodoce zanzibarensis
Cymodoce zanzibarensis is een pissebed uit de familie Sphaeromatidae. De wetenschappelijke naam van de soort is voor het eerst geldig gepubliceerd in 1910 door Thomas Roscoe Rede Stebbing. De soort werd verzameld door Cyril Crossland in 1901-1902 in Zanzibar en in Wasin, een plaatsje in de huidige Keniaanse provincie Pwani (Coast).